# The Vaccines
I Vaccines sono una band indie rock nata a Londra nel 2010 formata da cinque elementi: Justin Young (voce, chitarra), Árni Hjörvar (basso), Freddie Cowan (chitarra), Tim Lanham (tastiere) e Yoann Intonti (batteria). Nel giugno 2016 Pete Robertson (batteria) ha deciso di lasciare il gruppo.

## Storia

### Primi anni,What Did You Expect from the Vaccines(2009-2011)
La band si è formata nel giugno 2009, formata originariamente da Young e Cowan e un terzo membro che ha lasciato quasi immediatamente. La band pubblica il primo demo If You Wanna nell'estate 2010, ricevendo critiche positive da Zane Lowe, noto conduttore radiofonico di BBC Radio 1. Il 29 novembre successivo la band ha pubblicato il suo primo singolo Wreckin' Bar (Ra Ra Ra). Nell'autunno dello stesso anno la band ha tenuto il suo primo tour, estremamente acclamato dalla critica.
Dopo varie esibizioni live tra tv e radio, il 24 gennaio 2011 è fuori il secondo singolo Post Break-Up Sex. L'uscita del primo album, inizialmente prevista per il 21 marzo, viene anticipata di una settimana a causa della concomitante uscita di Angles, il quarto album degli Strokes. Nonostante il successo di pubblico e critica, 10 anni dopo la sua pubblicazione il cantante del gruppo Justin Young definirà l'album "poco riuscito". Segue un'intensa attività dal vivo, che tiene impegnato il gruppo per numerosi mesi a partire dalla pubblicazione dell'album, nonostante una pausa dovuta a problemi di salute di Young. Sempre nel 2011 pubblicano l'album live Live from London, England.

### Come of Age,English Graffiti(2012-2016)
Il 4 settembre 2012 viene il secondo album Come of Age, prodotto da Ethan Jones e preceduto da due EP gratuiti diffusi dalla band nei mesi precedenti. L'album viene certificato oro in UK. All'album segue un altro tour, che include alcuni spettacoli sold out. Nel 2013 ottengono 3 nomination ai BRIT Awards e portano avanti il loro primo tour statunitense. Sempre nel 2013 pubblicano il singolo Melody Colling, con première su NME. Nel 2014 il gruppo annuncia di essere al lavoro sul terzo album; il progetto, intitolato English Graffiti, viene tuttavia pubblicato nel 2015. Segue un altro tour, a partire dal quale il tastierista Tim Lanham e il batterista Yoann Intonti entrano a far parte del gruppo. Intonti sostituisce Pete Robertson, che a partire dal 2016 non fa più parte del gruppo.

### Combat Sports,Cosy Karaoke Vol. 1. (2017-presente)
Nel novembre 2017 annunciano l'album Combat Sports, iniziando a promuoverlo nel gennaio 2018 con il primo singolo I Can't Quit il cui video è stato girato nel rione storico Castello a Cagliari. L'album viene pubblicato il 30 marzo 2018 e promosso attraverso un tour ricco di concerti sold out. Nel 2019 collaborano con Kylie Minogue nel brano Lazy. Nel 2020 il gruppo pubblica vari singoli, mentre nel febbraio 2021 viene pubblicato l'EP Cosy Karaoke Vol. 1.

## Formazione

### Formazione attuale
- Justin Young - voce, chitarra (2010-presente)
- Árni Hjörvar - basso (2010-presente)
- Freddie Cowan - chitarra (2010-presente)
- Tim Lanham - tastiere (2016-presente)
- Yoann Intonti - batteria (2016-presente)

### Ex componenti
- Pete Robertson - batteria, voce (2010-2016)

## Discografia

### Album in studio
- 2011 – What Did You Expect from the Vaccines?
- 2012 – Come of Age
- 2015 – English Graffiti
- 2018 – Combat Sports
- 2021 - Back in Love City
- 2024 - Pick-Up Full Of Pink Carnations

### Album dal vivo
- 2011 – Live from London, England

### EP
- 2012 – Live from Brighton, England
- 2012 – Please, Please Do Not Disturb
- 2013 – NME Presents The Vaccines, Home is Where the Start Is, Home Demos 2009–2012
- 2013 – Melody Calling
- 2018 – Total Power Pop

### Singoli
- 2011 – Wreckin' Bar (Ra Ra Ra)
- 2011 – Post Break-Up Sex
- 2011 – If You Wanna
- 2011 – All in White
- 2011 – Nørgaar
- 2011 – Wetsuit / Tiger Blood
- 2012 – No Hope
- 2012 – Teenage Icon
- 2015 – Handsome
- 2015 – Minimal Affection
- 2015 – Dream Lover
- 2018 – I Can't Quit
- 2018 – Nightclub
- 2018 – Put It On A T-Shirt
- 2018 – Surfing In The Sky
- 2018 – Your Love Is My Favourite Band
- 2018 – All My Friends Are Falling In Love